# Quartz
Quartz – warstwa systemu graficznego, który tworzy podbudowę obsługi grafiki w systemie OS X. Zawiera zaawansowany silnik grafiki dwuwymiarowej stworzony pod wpływem modelu grafiki zastosowanego w dokumentach PDF. Bezpośrednio obsługuje interfejs graficzny Aqua poprzez obsługę dwuwymiarowego środowiska graficznego, renderowanie i antyaliasing w locie.
Środowisko Quartz składa się z dwóch podstawowych komponentów:
Quartz Compositor
System okienek, który zarządza i składa poza ekranem bitmapy reprezentujące okna w celu stworzenia interfejsu użytkownika systemu Mac OS X.
Quartz 2D
Biblioteka graficzna oparta na paradygmacie formatu PDF w celu obsługi rysowania dwuwymiarowego tekstu oraz grafiki.
Quartz może być akcelerowany z wykorzystaniem zestawu rozkazów AltiVec oraz bezpośrednio poprzez jednostki sprzętowego renderingu w GPU obsługujących karty graficzne z interfejsem AGP. Ta warstwa została rozszerzona w systemie OS X Tiger o podsystemy Core Image oraz Core Video, które udostępniają w czasie rzeczywistym manipulacje na obrazach video i grafice.